# Nová Olešná
Nová Olešná, bis 1947 Německá Olešná; (deutsch Deutsch Wolleschna) ist eine Gemeinde in Tschechien. Sie befindet sich zwölf Kilometer nordöstlich von Jindřichův Hradec und gehört zum Okres Jindřichův Hradec.

## Geographie
Nová Olešná befindet sich im Tal des Baches Olešná in der Javořická vrchovina.
Nachbarorte sind Česká Olešná im Norden, Bořetín im Nordosten, Palupín im Osten, Strmilov im Südosten, Vlčice und Malý Ratmírov im Süden, Mutyněves im Südwesten, Matějovec im Westen sowie Bednárec im Nordwesten.

## Geschichte
Erstmals urkundlich erwähnt wurde das im 12. Jahrhundert entstandene Dorf im Jahre 1379. Seit dem 16. Jahrhundert wurde der entlegene Ort zu einem Rückzugsgebiet der Böhmischen Brüder.
Zum Ende des 19. Jahrhunderts lebten in Deutsch Wolleschna etwa 400 Menschen. 1947 erfolgte die Änderung des Ortsnamens Německá Olešná in Nová Olešná.

## Gemeindegliederung
Für die Nová Olešná sind keine Ortsteile ausgewiesen.

## Sehenswürdigkeiten

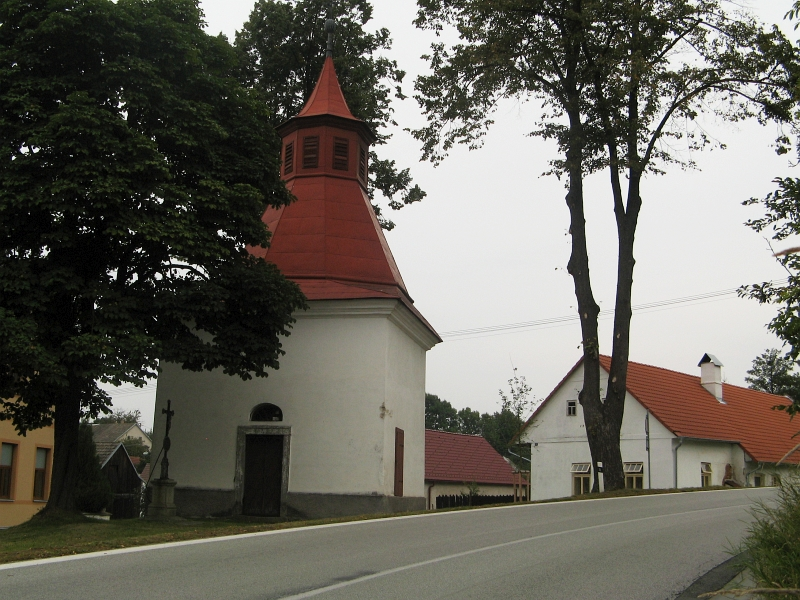
Kapelle der Heiligen Dreifaltigkeit

- Kapelle der Heiligen Dreifaltigkeit am Dorfplatz, erbaut 1722
- Friedhof der Böhmischen Brüder mit Comenius-Denkmal